# 本郷和人
本郷 和人（ほんごう かずと、1960年10月12日 - ）は、日本の歴史学者。専門は日本中世史。学位は、文学博士（東京大学・論文博士・1996年）（学位論文『中世朝廷訴訟の研究』）。東京大学史料編纂所教授。東京都生まれ。

## 人物
石井進と五味文彦に師事し、日本中世政治史においては当為（建前、理想論）ではなく実情を把握すべきとし、清水三男の評価を通じて日本中世の「統治」のあり様に言及する著作を発表している。
従来の権門体制論を批判し、二つの王権論に立つ。師の五味文彦と同様に書評も多く、中世や近世を扱った様々なドラマ、アニメ、漫画の時代考証にも携わる。
2010～20年代には「ヒストリカルコミュニケーター」と自称し、磯田道史と共に売れる新書の書き手として活躍している。
妻・本郷恵子は東京大学史料編纂所教授。日本中世史を専攻している。

## 経歴

### 学歴
- 1983年 東京大学文学部卒業
- 1988年 東京大学大学院人文科学研究科博士課程単位取得退学[7]
- 1996年 『中世朝廷訴訟の研究』で東京大学より博士（文学）の学位を取得

### 職歴
- 1988年 東京大学史料編纂所助手[7]『大日本史料』第5編の編纂にあたる。
- 東京大学史料編纂所助教授
- 2005年 東京大学大学院情報学環助教授[7]
- 2007年 東京大学大学院情報学環准教授
- 2008年 東京大学史料編纂所准教授[7]
- 2012年 東京大学史料編纂所教授

## 令和に対する批判
2019年4月2日放送のAbemaTVの放送において「『令』は上から下に何か『命令』する時に使う字。国民一人ひとりが自発的に活躍するという説明の趣旨とは異なる」、「『巧言令色鮮し仁』という故事」を連想させる。「『令』という字は皇太子と密接な結びつきがあるもので、天皇との密接な関係はない」、「令和以外はケチのつけようがない」と述べ、令和が元号として不適切であると批判した。
その後毎日新聞2019年4月19日付夕刊の『特集ワイド：新元号「令和」　礼賛一辺倒だが…「負」の面にも目を』において、AbemaTVでの発言に対して「ツイッター等のSNSで猛批判を受けた」ことを明かしたが、大修館書店発行の漢和辞典、『大漢語林』によれば「『令』の字が良い意味で出てくるのは6番目」であり、「『令』は律令に規定のある役人であり、使用人」の意味があると述べ、「上に立つ人にはそれにふさわしい字がある」と改めて自説の正しさを主張した。
また、2021年11月9日発売の歴史漫画『応天の門』（灰原薬著）に寄稿している平安時代の解説文において、『万葉集』の出典部分はまだ大陸文化の影響が強かった時代の梅花を愛でる文章であり、従来の元号で踏襲されてきた中国古典からの引用でなく純粋に和を感じさせる日本文学からの選択をという政府要望の趣旨に鑑みれば、花であれば桜のものにすべきだった、との見解も示している。

## 著書
- 『中世朝廷訴訟の研究』東京大学出版会、1995年
- 『新・中世王権論　武門の覇者の系譜』新人物往来社、2004年／文春学藝ライブラリー（文庫）、2017年
- 『人物を読む日本中世史　頼朝から信長へ』講談社選書メチエ 2006年
  - 『日本中世史の核心 頼朝、尊氏、そして信長へ』朝日文庫、2019年
- 『天皇の思想―闘う貴族北畠親房の思惑』山川出版社、2010年、ISBN 4634150042
- 『武力による政治の誕生 選書日本中世史1』講談社選書メチエ、2010年、ISBN 4062584662
- 『戦いの日本史 武士の時代を読み直す』角川学芸出版、2012年、ISBN 978-4-0470-3515-7
- 『なぜ幸村は家康より日本人に愛されるのか』幻冬舎、2015年、ISBN 978-4-344-02849-4
- 『信長 「歴史的人間」とは何か』トランスビュー、2019年
- 『東大教授がおしえるシン・日本史』扶桑社、2022年

一般向け新書・文庫判
- 『武士から王へ―お上の物語』ちくま新書、2007年
  - 『武士とはなにか　中世の王権を読み解く』角川ソフィア文庫、2013年、ISBN 4044092052
- 『天皇はなぜ生き残ったか』新潮新書、2009年、ISBN 4106103125
- 『天皇はなぜ万世一系なのか』文春新書、2010年、ISBN 4166607812
- 『名将の言葉─武人の生き様と美学』パイインターナショナル、2011年／新潮文庫、2013年、ISBN 978-410-128041-7
- 『謎とき平清盛』文春新書、2011年、ISBN 9784166608355
- 『戦国武将の明暗』新潮新書、2015年、ISBN 978-4-10-610609-5
- 『戦国武将の選択』産経セレクト、2015年、ISBN 978-4-8191-1264-2
- 『戦国夜話』新潮新書、2016年、ISBN 978-4-10-610666-8
- 『天皇にとって退位とは何か』イースト・プレス、2017年、ISBN 978-4-7816-1506-6
- 『真説戦国武将の素顔』宝島社新書、2017年
- 『日本史のツボ』文春新書、2018年
- 『壬申の乱と関ケ原の戦い―なぜ同じ場所で戦われたのか』祥伝社新書、2018年
- 『上皇の日本史』中公新書ラクレ、2018年
- 『日本史の新常識』文春新書、2018年
- 『考える日本史』河出新書、2018年
- 『軍事の日本史 鎌倉・南北朝・室町・戦国時代のリアル』朝日新書、2018年
- 『承久の乱 日本史のターニングポイント』文春新書、2019年
- 『乱と変の日本史』祥伝社新書、2019年
- 『世渡りの日本史 苛烈なビジネスシーンでこそ役立つ「生き残り」戦略』KADOKAWA、2019年
- 『怪しい戦国史』産経セレクト、2019年
- 『世襲の日本史 「階級社会」はいかに生まれたか』NHK出版新書、2019年
- 『権力の日本史』文春新書、2019年
- 『日本史 自由自在』河出新書、2019年
- 『空白の日本史』扶桑社新書、2020年
- 『日本史ひと模様』日経プレミアシリーズ、2020年
- 『日本史でたどるニッポン』ちくまプリマー新書 2020年
- 『誤解だらけの明智光秀』マガジンハウス、2020年
- 『歴史のIF(もしも)』扶桑社新書、2020年11月
- 『暴力と武力の日本中世史』朝日文庫、2020年12月
- 『ざんねんな日本史』宝島社、2021年1月
- 『「違和感」の日本史』産経セレクト、2021年3月
- 『「失敗」の日本史』中公新書ラクレ、2021年3月
- 『戦国武将の選択』産経NF文庫、2021年3月
- 『変わる日本史の通説と教科書』宝島社新書、2021年6月
- 『日本史の論点』扶桑社新書、2021年9月
- 『日本中世史最大の謎! 鎌倉13人衆の真実』宝島社、2021年9月
- 『北条氏の時代』文春新書、2021年11月
- 『歴史をなぜ学ぶのか』SB新書、2022年1月
- 『鎌倉殿と13人の合議制』河出新書、2022年1月
- 『「合戦」の日本史 城攻め、奇襲、兵站、陣形のリアル』中公新書ラクレ、2022年1月
- 『日本史を疑え』文春新書、2022年5月
- 『歴史学者という病』講談社現代新書、2022年8月
- 『徳川家康という人』河出新書、2022年10月
- 『最期の日本史』扶桑社新書、2022年12月
- 『天下人の日本史 信長、秀吉、家康の知略と戦略』宝島社新書、2022年12月
- 『「将軍」の日本史』中公新書ラクレ、2023年3月
- 『天下人の軍事革新』祥伝社新書、2023年4月
- 『黒幕の日本史』文春新書、2023年4月
- 『恋愛の日本史』宝島社新書、2023年7月
- 『愛憎の日本史』扶桑社新書、2023年12月
- 『喧嘩の日本史』幻冬舎新書、2024年5月
- 『日本史の偉人の虚像を暴く』宝島社新書、2024年11月
- 『東大生に教える日本史』文春新書、2025年2月
- 『戦国史のミカタ』祥伝社新書、2025年5月

## 共編著
研究書
- 『古文書演習』 柴辻俊六、海老澤衷 続群書類従完成会、2003年、ISBN 4797115173
- 『中世日本の歴史』 五味文彦、放送大学教育振興会、2003年、ISBN 978-4595236600
- 『日本の中世』 五味文彦、中島圭一、放送大学教育振興会、2007年、ISBN 4595307136
- 『現代語訳 吾妻鏡』 （全16巻・別巻）、五味文彦ほか共編 吉川弘文館、2007-2016年、ISBN 4642027084 ほか 第70回毎日出版文化賞受賞作
- 『歴史と哲学の対話』 西研、竹田青嗣、講談社、2013年、ISBN 978-4-06-217757-3
- 『日本史のミカタ』井上章一共著、祥伝社新書、2018年

- 『日本史を変えた八人の将軍』門井慶喜共著. 祥伝社新書, 2020.2
- 『明智光秀10の謎』細川珠生共著. 宝島社新書, 2020.3
- 『危ない日本史』 NHK「偉人たちの健康診断」取材班共著 (講談社+α新書 2020.
- 『日本史の定説を疑う』井沢元彦共著. 宝島社新書, 2020.7
- 『疫病の日本史』井沢元彦共著. 宝島社新書, 2020.
- 『鎌倉13人衆の真実 東大教授がまんがと図解で教える!』前山三都里 まんが. 宝島社, 2022.5
- 『「お金」で読む日本史』監修, BSフジ「この歴史、おいくら?」制作班 編 (祥伝社新書, 2022.7
- 『読解力と語彙力を鍛える!なぞ解きストーリードリル日本の歴史人物』隂山英男共監修, 桐谷直 物語. ナツメ社, 2022.7

その他
- 『肉食と草食の日本史』 堀田純司、大竹直子、中央アート出版社、2011年、ISBN 978-4813606314
- 『ちぇんごく』上・下、宮下英樹、講談社、2011年、ISBN 978-4-06-382031-7、ISBN 978-4-06-376168-9
- 『NHK さかのぼり日本史（8） 室町・鎌倉　“武士の世”の幕開け』NHK出版、2012年、ISBN 978-4-1408-1492-5
- 『戦国武将の精神分析』 中野信子、宝島社新書、2018年、ISBN 978-4800278173
- 『東大教授も惚れる! 日本史 アッパレな女たち』 まんきつ、2019年、ISBN 978-4087880175

## その他
- テレビアニメ『お伽草子』 - 時代考証
- 大河ドラマ『平清盛』 - 時代考証
- 漫画『応天の門』（灰原薬著、新潮社、2014年） - 監修
- ラジオ深夜便「平清盛のツボ」（2011年12月 - 2012年11月） - パーソナリティー ※原則毎月最終月曜未明（日曜深夜）
- 漫画『ふたりじめ─戦国夫婦物語』『ふたりごと─戦国夫婦物語』（藤見よいこ著、実業之日本社、2014-15年） - 監修
- 漫画『ふぅ～ん、真田丸』（みかめゆきよみ、著実業之日本社、2015年） 監修・解説
- 漫画『雪花の虎』（東村アキコ著、小学館、2018年） - 監修
- 『戦国武将三英傑大図鑑 織田信長の戦い』（グラフィオ編集、金の星社、2018年） - 監修
- 『戦国武将三英傑大図鑑 豊臣秀吉の戦い』（グラフィオ編集、金の星社、2018年） - 監修
- 『戦国武将三英傑大図鑑 徳川家康の戦い』（グラフィオ編集、金の星社、2018年）  - 監修
- 漫画『新九郎、奔る!』（ゆうきまさみ著、小学館、2018年） - 監修
- 漫画『逃げ上手の若君』（松井優征著、集英社、2021年） - 監修・記事執筆
- 歴史バラエティ番組『名将たちの勝負メシ（2023年8月 - 、Eテレ） - 解説[11]